# 里博京
51°33′31″N 32°54′1″E / 51.55861°N 32.90028°E
里博京（烏克蘭語：Риботин）是位於烏克蘭北部切爾尼希夫州裏諾夫霍羅德-錫韋爾斯基區的村莊，始建於1260年，面積5.88平方公里，海拔高度122米，2001年人口950，人口密度每平方公里161.6人。

## 外部連結
- Погода в селі Риботин （页面存档备份，存于）
- Историческая информация о селе Рыботин （页面存档备份，存于） （俄文）